# Massingy-lès-Semur
 Massingy-lès-Semur  es una población y comuna francesa, en la región de Borgoña-Franco Condado, departamento de Côte-d'Or, en el distrito de Montbard y cantón de Semur-en-Auxois.

## Demografía
| 118 | 92 | 88 | 90 | 120 | 168 |
| Para los censos de 1962 a 1999 la población legal corresponde a la población sin duplicidades (Fuente: INSEE [Consultar]) |    |    |    |     |     |